# Norva
Norva (лат.) — род цикадок из подсемейства Deltocephalinae трибы Opsiini, описанный Александром Фёдоровичем Емельяновым.

## Описание
Цикадки размером 5 мм. Умеренно стройные, с округло выступающей головой, переход лица в темя закругленный, но довольно резкий. В России один вид ржаво-красного цвета. Генитальные пластинки с оттянутыми вершинами.

## Классификация
Род включает два вида.
- Norva anufrievi Emeljanov, 1969 — Приморский край. Корея.
- Norva japonica Anufriev, 1970 — Япония[4].